# Avanjard (Odesa)
Avanjard (en ucraniano: Авангард) es un pueblo ucraniano perteneciente al óblast de Odesa. Situado en el suroeste del país, es parte del raión de Odesa y centro del municipio (hromada) homónimo.

## Toponimia
El nombre del asentamiento en ruso es Avangard (en ruso: Авангард). 

## Geografía
Avanjard se encuentra 10 km al oeste de Odesa y 30 km al noroeste de Ovídiopol. 

## Historia
Pero se considera razonablemente que el punto de partida fue la fundación en estas tierras en 1928 de una granja auxiliar de los trabajadores de la ciudad de Odessa, que más tarde se llamaría granja estatal Avangard. El asentamiento en sí fue fundado el 6 de abril de 1995  (por lo tanto, es el lugar más joven del óblast), que se desarrolló a partir de una zona residencial suburbana en Odesa. 
Hasta el 18 de julio de 2020, Avanjard era parte del centro del raión de Ovídiopol. El raión fue abolida en julio de 2020 como parte de la reforma administrativa de Ucrania, que redujo el número de raiones del óblast de Odesa a siete. El área del raión de Ovídiopol se dividió entre los raiones de Odesa y Bíljorod-Dnistrovski, y Avanjard se transfirió al primero.En 2023, Avanjard perdió el estatus de asentamiento de tipo urbano debido a la eliminación de este estatus administrativo.

## Demografía
La evolución de la población de Avanjard entre 1989 y 2022 fue la siguiente:
| 2769                                                          | 2367 | 2984 | 3263 | 4602 | 5554 | 7435 |
| (Fuente: Cities & Towns of Ukraine y UKRAINE: Größere Städte) |      |      |      |      |      |      |

Según el censo de 2001, la lengua materna de la mayoría de los habitantes, el 61,13%, es el ruso; y del 37,26% es el ucraniano.

## Infraestructura

### Educación
En el territorio del pueblo hay una moderna institución de educación preescolar y una escuela de educación general de primer grado. 

### Transporte
La estación de tren más cercana es Novodepovska, en la línea ferroviaria que conecta Odesa con Vínnitsia vía Rozdilna y Podilsk. El asentamiento está entre la M15 y la M16, que conectan Odesa con Reni vía Izmaíl y con la frontera moldava en Kuchurhan, respectivamente.